# Rusa III
Rusa III ou  Rousa III est un roi de l'Urartu qui régna de 605 à 590 av. J.-C. Il est le fils d'Erimena.
Il succède à son père et est l'avant-dernier roi de l'Urartu. En 590, la capitale Rushahinili est totalement détruite par le roi des Mèdes Cyaxare (633/584). La fin de l'Urartu reste obscure. Pratiquement toutes les cités montrent des signes de destructions brutales dans lesquelles, semble-t-il, les Scythes et les Mèdes prirent une part importante.
Son fils Rusa IV lui succède.